# John Scott (compositore)
John Scott (Bristol, 1º novembre 1930) è un flautista, compositore e direttore d'orchestra inglese.
Le orchestre che ha diretto includono: la London Philharmonic Orchestra, la London Symphony Orchestra, la Royal Philharmonic Orchestra, la Munich Symphony Orchestra, la Berlin Radio Symphony Orchestra, la Budapest Opera Orchestra, la Lubliana Radio Orchestra e la Prague Philharmonic.
Nel 2006 è stato direttore artistico della Hollywood Symphony Orchestra.

## Filmografia parziale

### Cinema
- Sherlock Holmes: notti di terrore (A Study in Terror), regia di James Hill (1965)
- Il lungo duello (The Long Duel), regia di Ken Annakin (1967)
- Il cerchio di sangue (Berserk!), regia di Jim O'Connolly (1967)
- Gangster tuttofare (Crooks and Coronets), regia di Jim O'Connolly (1969)
- All'ombra delle piramidi (Antony and Cleopatra), regia di Charlton Heston (1972)
- Penny Gold, regia di Jack Cardiff (1973)
- La mia pistola per Billy (Billy Two Hats), regia di Ted Kotcheff (1974)
- Toccarlo... porta fortuna (That Lucky Touch), regia di Christopher Miles (1975)
- Countdown dimensione zero (The Final Countdown), regia di Don Taylor (1980)
- Inseminoid - Un tempo nel futuro (Inseminoid), regia di Norman J. Warren (1981)
- Il mondo di Yor, regia di Antonio Margheriti (1983)
- Greystoke - La leggenda di Tarzan, il signore delle scimmie (Greystoke: The Legend of Tarzan, Lord of the Apes), regia di Hugh Hudson (1984)
- King Kong 2 (King Kong Lives), regia di John Guillermin (1986)
- Dog Tags - Il collare della vergogna (Dogtags), regia di Romano Scavolini (1987)
- Gente del Nord (Winter People), regia di Ted Kotcheff (1989)
- Arcobaleno nero (Black Rainbow), regia di Mike Hodges (1989)
- Lionheart - Scommessa vincente (Lionheart), regia di Sheldon Lettich (1990)
- The Second Jungle Book: Mowgli & Baloo, regia di Duncan McLachlan (1997)
- Piccoli tradimenti (Petites coupures), regia di Pascal Bonitzer (2003)
- The Wicker Tree, regia di Robin Hardy (2011)

### Televisione
- SpongeBob (SpongeBob SquarePants) - serie animata, 2 episodi (2000-2001)
- Giardini e misteri (Rosemary and Thyme) - serie TV, 4 episodi (2004-2006)

## Premi
- 1981 - Festival Award a Madrid International Film Festival per miglior musica in Inseminoid - Un tempo nel futuro
- 2013 - BASCA Gold Badge Award[3]